# Hawker Tempest
A Hawker Tempest volt az angol légierő leggyorsabb dugattyús motoros vadászgépe a második világháború során. A repülőgép a Hawker Typhoon továbbfejlesztéséből jött létre, aminek a hibái közül sokat kijavítottak. Kívülről a legfeltűnőbb különbség a függőleges vezérsík megnövelése volt. A laterál felület (a repülőgép oldalnézetében látható felülete) növelésével a repülőgép függőleges tengely körüli stabilitását javították.

## Technikai jellemzők

Hawker Typhoon

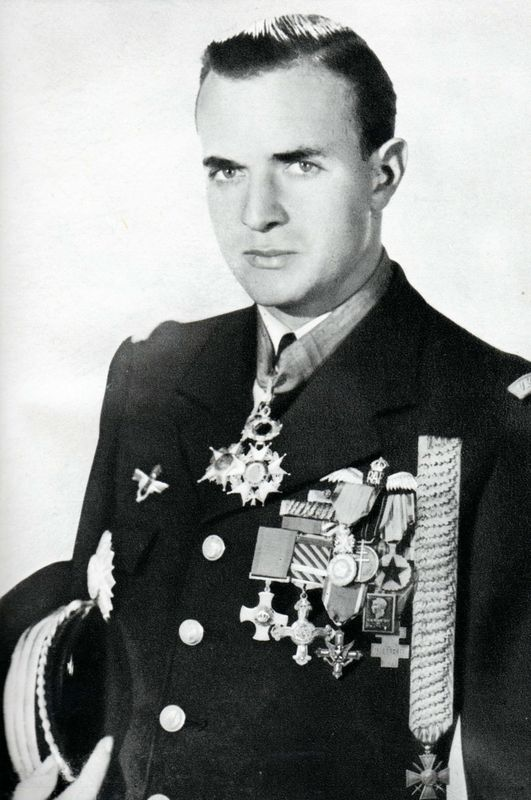
Pierre Henri Clostermann

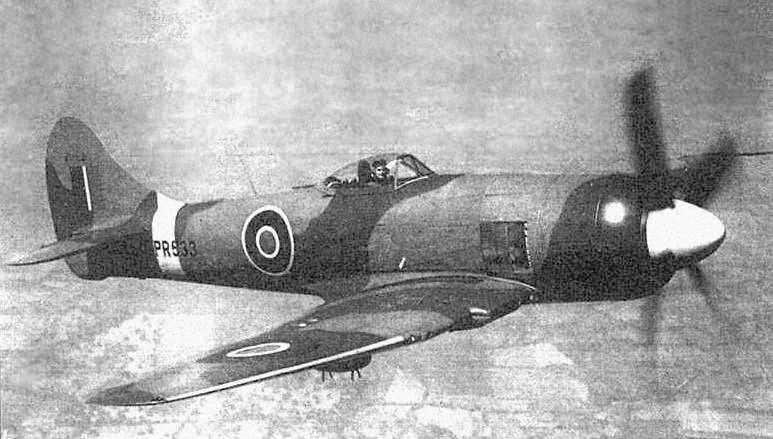
Hawker Tempest

A tervezés során a Typhoon szerkezetén hajtottak végre változtatásokat, így javítottak a repülőgép stabilitásán: áttervezték a szárnyakat, és a törzset is jelentősen meghosszabbították. Az üzemanyagtartály a törzsben kapott helyet. A repülőgépből öt változatot terveztek, de csak három változatot (Mk II, Mk V, Mk VI) gyártottak. Legelőször a Mk V változat emelkedett a levegőbe 1942 szeptemberében, amelynek nagy, légcsavar alatti folyadékhűtője volt, akárcsak a Typhoonnak.
A Tempest erőforrása a huszonnégy hengeres Napier Sabre dugattyús motor volt, melynek a II-s változatát a Mk V Tempestekbe, a Sabre V motort pedig a Mk VI változatú repülőgépekbe szerelték. A Sabre motorok jellegzetessége a csúszóhüvelyes szelepek voltak, amit nagy fordulatszámuk tett szükségessé, mert az ötvenes évekig nem nagyon bírtak 2500-2800 f/p-nél többet a hagyományos szelepek. (A  hengerek körül egy cső/hüvely mozgott, amikor a hüvelyen és a henger falán vágott nyílások szembe kerültek egymással akkor volt lehetősége motornak a levegő-üzemanyag keverék beszívására vagy az elégett gázok kipuffogására.) A csúszóhüvelyek alkalmazását a metallurgia kezdetleges volta tette szükségessé. A huszonnégyhengeres "H" hengerelrendezésű Sabre motor nagy teljesítményű, ámde kényes konstrukció volt, a pilóták később a csillagmotoros változatot jobban kedvelték. A Tempest baleseti statisztikája a legrosszabbak közé tartozott.
A Tempest Mk II változatát már más erőforrás hajtotta: ezekbe a darabokba már Bristol Centaurus csillagmotorokat szereltek be, amelynek teljesítménye lehetővé tette, hogy hosszabb bevetésekre is alkalmas legyen a repülőgép: a Tempest Mk II-t a japánok ellen akarták bevetni, de erre már nem került sor. A háború után az indiai légierőben is használták.

## Alkalmazása
1944 áprilisában állították fel az első Tempest osztályt Angliában, amelyik egyébként a Királyi Új-Zélandi Légierő kötelékébe tartozott. A Tempestet, akárcsak a Typhoont vadászbombázóként alkalmazták, de gyorsasága miatt ez a típus volt a V–1-s szárnyasbombák fő ellenfele, sőt a kontinens fölött többször került ki győztesként a Me 262-vel vívott légiharcokból, amikor sikerült a német gépet leszállás közben meglepni (a gázturbina sokkal nehezebben gyorsul, mint a dugattyús motor). A háború alatt a leghíresebb Tempest pilóták közé tartozott a francia Pierre Clostermann. A Berlini Légihíd működésében is szerepet kaptak: az angol szállítógépek vadászkíséretét adták. Legtovább a Közel-Keleten alkalmazták a Királyi Légierőben, 1949-ben váltották fel őket de Havilland Vampire gépekkel. A típusból fejlesztették ki a Koreában is bevetett Hawker Fury t.